# Illum (stormagasin)
 For alternative betydninger, se Illum. (Se også artikler, som begynder med Illum)
ILLUM er et stormagasin, der ligger ved Amagertorv på Strøget i København.
Teknisk set har ILLUM siden 2001/02 været et butikscenter. Illums Bolighus har ikke siden 1985 haft tilknytning til ILLUM.

## Historie
ILLUMs historie begyndte i 1891, hvor grosserer A.C. Illum åbnede en forretning med speciale i syartikler og kjoletilbehør i Østergade på den modsatte side af gaden af ILLUMs nuværende placering. Målgruppen var byens fine fruer. Forretningen voksede gennem årene og flyttede i 1899 til sin nuværende placering. Efter A.C. Illums død i 1938 gik selskabet i arv til sønnen Svend Illum.
I 1959 overtog Illum en eksklusiv møbelforretning, der skiftede navn til  Illums Bolighus, som atter blev solgt fra i 1995.
I 1950'erne og 60'erne oplevede ILLUM stigende konkurrence fra storcentrene, der begyndte at skyde op i hovedstadsområdet. Midt i 1960'erne byggede man en parkeringskælder og foretog en større ombygning i kampen om kundernes gunst. Dette var dog ikke nok til at gøre selskabet til en god forretning, og i 1972 måtte familien sælge til den britiske koncern House of Fraser.
I løbet af 1980'erne havde Illum problemer med økonomien og blev i 1987 overtaget af advokat Jens Jordan sammen med og den kontroversielle entreprenør Kay Wilhelmsen, de købte både stormagasinet og bygningerne for sammenlagt 523 millioner kroner. Få dage efter solgte de bygningerne, der var vurderet til 334 millioner kroner, til sig selv for 930 millioner kroner, hvor Kreditforeningen Danmark ydede et ejerskiftelån på 628 millioner kroner, hvilket resulterede i en næse fra Boligministeriet. Illum blev moderniseret for 250 millioner kroner, hvorefter ejerne solgte 60 procent af Illum-ejendommen til det svenske ejendomsselskab Pleaid Real Estate for 900 millioner kroner.
I 1991 blev selskabet købt af konkurrenten Magasin, der i 2003 videresolgte 80 procent til den amerikanske investeringsbank Merrill Lynch. Udviklingen blev i disse år vendt, således at fokus var på luksus og kvalitet. Magasin blev i 2004 opkøbt af et konsortium med islandske Baugur Group i spidsen, der dermed sikrede sig 20 procent ejerskab af Illum. De resterende 80 procent blev erhvervet af samme kreds i august 2005. I 2009 blev ILLUM opkøbt af Solstra Investments A/S. I 2011 blev Illum atter solgt og opkøbt af MGPA og i 2013 endnu en gang, til det italienske stormagasin La Rinascente, der ejes af det thailandske stormagasin- og indløbscenter konglomerat, Central Group, som derved er den reelle ejer af Illum.
Stormagasinets over 120 forretninger omsatte for omkring 650 millioner kroner i 2011.
Illums facade blev renoveret i 2016. Den nye facade er tegnet af Vilhelm Lauritzen Arkitekter.

## Logo
De to svaler i ILLUMs logo kommer fra en brevudveksling mellem A.C. Illum og hans forlovede Marie Andersen. I et brev bad A.C. Illum nemlig om Maries hånd. Brevet, hvori Marie takkede "ja tak" til et ægteskab med A.C. Illum, havde en lille vignette i papirets ene hjørne. Vignetten forestillede to svaler, der fløj forbi et net af telegraftråde og A.C. Illum besluttede dermed at gøre svalerne til forretningens bomærke.